# Црквина
Црквина (хорв. Crkvina) — небольшой необитаемый островок в хорватской части Адриатического моря, один из Элафитских островов. Административно относится к Дубровницко-Неретванской жупании.

## География
Находится севернее острова Яклян и отделён от него проливом, минимальная ширина которого составляет 100 метров. Расстояние до Дубровника — 24 километра. Остров имеет неправильную форму, его размеры 450×400 метров, площадь — 99 836 м²., длина береговой линии — 1502 метра, наивысшая точка — 71 метр над уровнем моря. Есть один залив и два мыса, один из которых, находящийся в северо-западной части острова, выдаётся в море на 180 метров.
Остров каменист, покрыт относительно редкой растительностью.